# راشيل بارلو
راشيل بارلو (بالإنجليزية: Rachel Barlow)‏ هي مبارزة بالسيف جنوب أفريقية، ولدت في 31 مارس 1982 في جنوب أفريقيا.

## وصلات خارجية
- راشيل بارلو على موقع الاتحاد الدولي للمبارزة (الإنجليزية)
- راشيل بارلو على موقع اللجنة الأولمبية الدولية (الإنجليزية)
- راشيل بارلو على موقع أوليمبيديا (الإنجليزية)